# Selecció d'hoquei sobre patins masculina d'Àustria
La selecció d'hoquei sobre patins masculina d'Àustria és l'equip masculí que representa la Federació Austríaca de Patinatge en competicions internacionals d'hoquei sobre patins. La federació austríaca es va fundar l'any 1937.